# Колландр
Колла́ндр (фр. и окс. Collandres) — коммуна во Франции, находится в регионе Овернь. Департамент — Канталь. Входит в состав кантона Рьом-э-Монтань. Округ коммуны — Морьяк.
Код INSEE коммуны — 15052.
Коммуна расположена приблизительно в 410 км к югу от Парижа, в 70 км юго-западнее Клермон-Феррана, в 39 км к северо-востоку от Орийака.

## Население
Население коммуны на 2008 год составляло 179 человек.
| 1962 | 1968 | 1975 | 1982 | 1990 | 1999 | 2008 |
| ---- | ---- | ---- | ---- | ---- | ---- | ---- |
| 346  | 414  | 359  | 322  | 283  | 223  | 179  |

## Экономика
В 2007 году среди 122 человек в трудоспособном возрасте (15—64 лет) 91 были экономически активными, 31 — неактивными (показатель активности — 74,6 %, в 1999 году было 62,7 %). Из 91 активных работали 86 человек (52 мужчины и 34 женщины), безработных было 5 (3 мужчин и 2 женщины). Среди 31 неактивных 5 человек были учениками или студентами, 14 — пенсионерами, 12 были неактивными по другим причинам.

## Достопримечательности
- Средневековая церковь Сен-Мартен. Памятник истории с 1984 года[7]

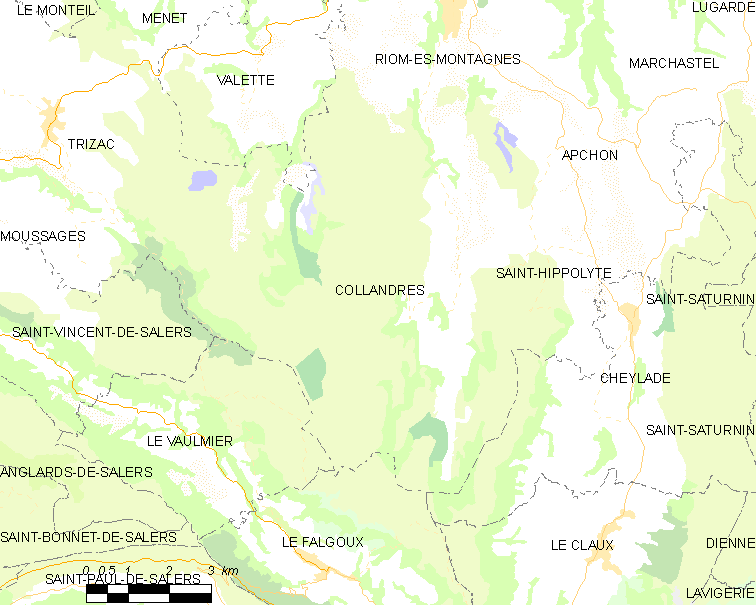
Карта коммуны